# Emilia Nazaruk
Emilia Nazaruk z domu Derkowska (ur. 16 lutego 1975 w Inowrocławiu) – polska wokalistka rockowa i gospel, wiolonczelistka, nauczycielka muzyki.

## Życiorys
W 1993 dołączyła do inowrocławskiego progrockowego zespołu Quidam, gdzie była główną wokalistką, a także wiolonczelistką, flecistką i autorką części tekstów. W lutym 2003 odeszła z zespołu i przeprowadziła się do Warszawy. W późniejszych latach występowała w zespole gospel TGD.
Otrzymała nagrodę jury festiwalu Gitariada w 1993 (w składzie byli m.in. Wojciech Waglewski i Leszek Biolik). W plebiscycie magazynu „Tylko Rock” zdobyła tytuł „Twarzy Roku 1996”. Uznana przez czytelników magazynu „Wondrous Stories” trzecią najlepszą wokalistką zarówno w 1997, jak i 1998.
Żona Piotra Nazaruka.